# Бруино
Бруино (итал. Bruino, пьем. Bruin) — коммуна в Италии, располагается в регионе Пьемонт, в провинции Турин.
Население составляет 7928 человек (2008 г.), плотность населения составляет 1313 чел./км². Занимает площадь 6 км². Почтовый индекс — 10090. Телефонный код — 011.
Покровителем коммуны почитается святитель Мартин Турский, празднование 11 ноября.

## Демография
Динамика населения:

## Администрация коммуны
- Официальный сайт: http://www.comune.bruino.to.it